# Меттью Лінтц
Меттью Лінтц (англ. Matthew Lintz; нар. 23 травня 2001, Фарго, Джорджія, США) — американський актор. Він найбільш відомий за роль старшої версії Генрі в телесеріалі AMC «Ходячі мерці» та Бруно Карреллі в мінісеріалі «Міс Марвел».

## Особисте життя
У травні 2024 року Лінц оголосив про заручини зі своєю партнеркою Грейсі Сапп.

## Фільмографія
| Рік       |    | Українська назва                   | Оригінальна назва                    | Роль                  |
| --------- | -- | ---------------------------------- | ------------------------------------ | --------------------- |
| 2009      | ф  | Хелловін 2                         | Halloween II                         | Марк                  |
| 2010      | ф  | Божевільні                         | The Crazies                          | Засмучений син        |
| 2010      | с  | Мемфіс Біт                         | Memphis Beat                         | Скотті Гровес         |
| 2010      | ф  | Шлях додому                        | The Way Home                         | Такер Сімкінс         |
| 2011      | с  | Армійські дружини                  | Army Wives                           | Кріс                  |
| 2011      | ф  | Історія Попелюшки 3                | A Cinderella Story: Once Upon a Song | Віктор Ван Рейвенсвей |
| 2011      | ф  | Вищий рівень                       | Level Up                             | Скаут                 |
| 2012      | с  | Революція                          | Revolution                           | Джек                  |
| 2012      | тф | Посмішка, велика, як місяць        | A Smile as Big as the Moon           | Шон                   |
| 2012      | ф  | Піраньї 3DD                        | Piranha 3DD                          | Девід                 |
| 2012      | ф  | Чого чекати, коли чекаєш на дитину | What to Expect When You're Expecting | Руйнівна дитина       |
| 2013      | с  | Банші                              | Banshee                              | Горацій               |
| 2013      | с  | Сонна лощина                       | Sleepy Hollow                        | Томас Грей            |
| 2014      | ф  | Убити посланця                     | Kill the Messenger                   | Еріка Вебб            |
| 2015      | ф  | Пікселі                            | Pixels                               | Метті Ван Паттен      |
| 2016      | ф  | Вільний штат Джонса                | The Free State of Jones              | Коулмен               |
| 2018      | с  | Алієніст                           | The Alienist                         | Стів Таггерт          |
| 2018—2019 | с  | Ходячі мерці                       | The Walking Dead                     | Генрі                 |
| 2022      | с  | Міз Марвел                         | Ms. Marvel                           | Бруно Карелі          |